# 納克洛

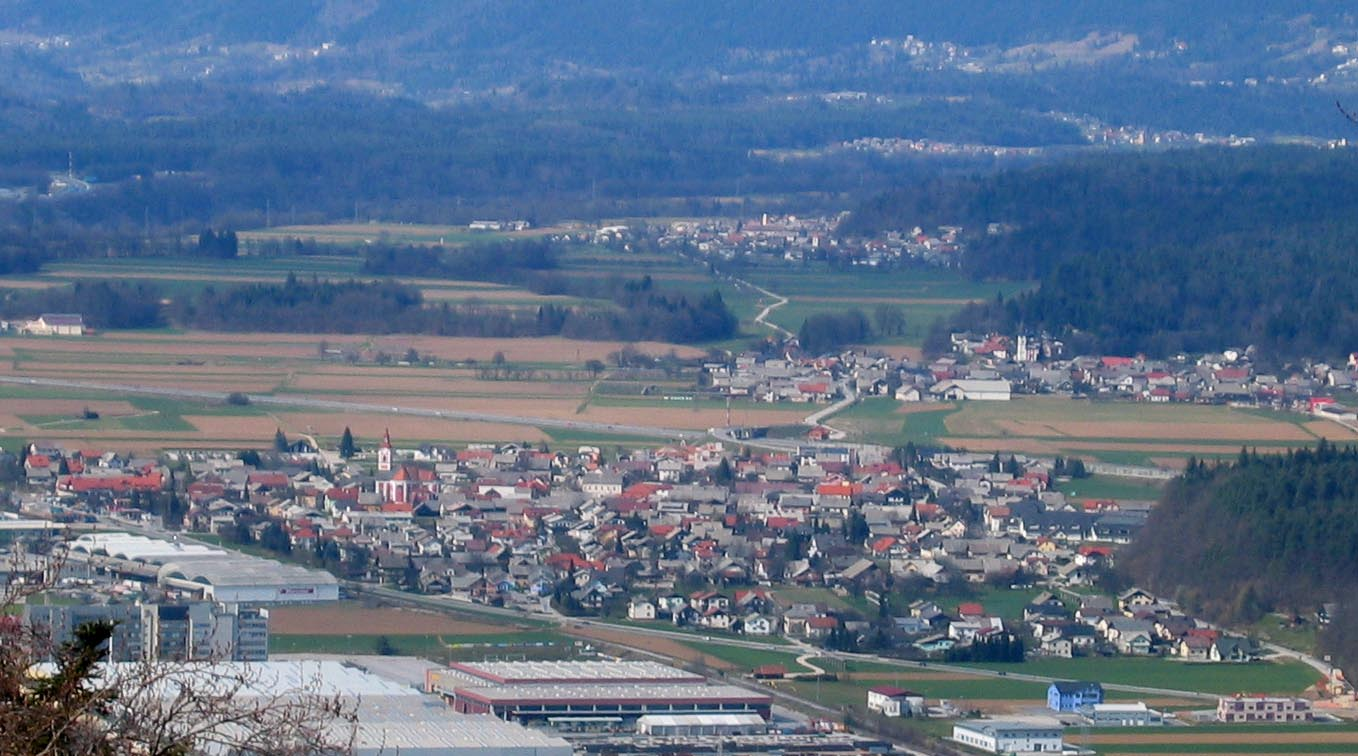

納克洛是斯洛文尼亞西北部納克洛市鎮的最大城鎮及行政中心，毗鄰克拉尼。城镇面積为3.9平方公里，海拔高度407米，2002年人口数量为1,717人。主要經濟活動是農業和旅遊業。

## 外部連結
- Municipality Naklo （页面存档备份，存于）